# Miriam Zesler
Miriam Zesler (født 3. december 1978) har siden september 2014 været programvært på TV 2 News.
Miriam Zesler blev student fra Frederiksberg Gymnasium i 1997, og blev i 2006 uddannet fra Roskilde Universitet som cand.comm journalist med bifag i historie. Hun har i en periode været redaktionssekretær på Ekstra Bladet, og efterfølgende ansat på Politiken 2007-2014 først som journalist på forbrugerredaktionen og dernæst som redaktør for først rejsesektionen Rejser og søndagssektionen Spis&Bo.
Derfra blev hun ansat på TV 2 News i 2014.